# جونزتاون (کلرادو)
جونزتاون (به انگلیسی: Johnstown) شهری در ایالت کلرادو کشور ایالات متحده آمریکا است که جمعیت آن در سرشماری سال ۲۰۱۰ میلادی، ۹٬۸۸۷ نفر بوده‌است.